# Искусственная химия
Искусственная химия является компьютерной моделью для имитации различных типов систем. Искусственная химия в некотором роде напоминает химическую реакцию, что объясняет её название. Основная область применения искусственной химии — искусственная жизнь, но метод может рассматриваться как универсальный с применением во многих областях, таких как химия, экономика, социология и лингвистика.

## Формальное определение
Искусственная химия определяется триплетом (S,R,A). В некоторых случаях достаточно определить её парой (S,I).
- S является множеством возможных молекул S={s1…,sn}, где n — это количество элементов в множестве, возможно бесконечном.
- R является множеством n-арных операций над молекулами в S, то есть правилами реакций R={r1…,rn}. Каждое правило ri записывается в виде химической реакции a+b+c->a*+b*+c*. Отметьте, что ri являются операторами, в отличие от +.
- A является алгоритмом, описывающим применение правил из R к подмножеству P{\displaystyle \subset }S.
- I являются правилами взаимодействия молекул в S.

## Типы искусственной химии
- в зависимости от пространства возможных молекул
  - конечная
  - бесконечная
- в зависимости от типа реакций
  - каталитические системы
  - реактивные системы
- в зависимости от топологии пространства
  - хорошо перемешиваемый реактор
  - топологически упорядоченная (1,2,3-мерная)

## Важные концепции
- Организации: Организация представляет собой совокупность молекул, замкнутую и самостоятельную. Сама по себе, она представляет собой множество, не создающее ничего вне себя, и такое, что любая молекула внутри множества может быть сгенерирован во множестве.
- Закрытые множества
- Самостоятельные множества
- Диаграмма организаций Hasse

## История искусственной химии
Искусственная химия возникла как подобласть искусственной жизни, в частности, из сильно искусственной жизни. Идея этой области в том, что для построения чего-либо живого необходимо сочетание неживых веществ. Например, клетка сама по себе жива, и все же представляет собой сочетание неживых молекул. Искусственная химия привлекает, в частности, исследователей, которые верят в крайне восходящий подход к искусственной жизни.

## Важнейшие исследователи
Первая ссылка на искусственную химию пришла из технической статьи, написанной John McCaskill. Walter Fontana работая с Leo Buss, продолжил работу, разработав модель AlChemy model. Эта модель была представлена на второй Международной конференции по искусственной жизни. В своей первой статье он представил концепцию организации в виде множества молекул, алгебраически близких и самостоятельных.
Две основные школы искусственной химии существуют в Японии и Германии. В Японии основными исследователями являются Takashi Ikegami, Hideaki Suzuki и Yasuhiro Suzuki. В Германии это Wolfgang Banzhaf, который вместе со своими студентами Peter Dittrich и Jens Ziegler, разработал различные модели искусственной химии. Их статья 2001 года 'Artificial Chemistries — A Review' является стандартом в данной области. Jens Ziegler в рамках своей кандидатской диссертации доказал, что искусственная химия может использоваться для управления малым роботом Khepera. Среди других моделей Peter Dittrich разработал Seceder model, способную объяснить формирование групп в обществе по некоторым простым правилам. После этого он стал профессором в Jena, где продолжил исследование искусственной химии как способа определения общей теории конструктивных динамических систем.

## Приложения искусственной химии
Искусственная химия часто используется при изучении протобиологии для установления связи между химией и биологией.
Интерес к искусственной химии вызывает также теория конструктивных динамических систем. Yasuhiro Suzuki моделировал различные системы, например мембранные системы, сигнальные пути (P53), экосистемы и энзимные системы с использованием собственного метода, абстрактного переписывания систем на мультимножествах (ARMS).